# Stygioides tricolor
Stygioides tricolor is een vlinder uit de familie van de houtboorders (Cossidae). De wetenschappelijke naam van deze soort is voor het eerst voorgesteld als Stygia tricolor door Julius Lederer in een publicatie uit 1858.
De soort komt voor in de Krim, Europees-Rusland, Turkije, Syrië en Libanon.